# Бокове (Подільський район)
Бокове́ — село Любашівської селищної громади Подільського району Одеської області України. Населення становить 665 осіб.

## Історія
За даними на 1859 рік у власницькому містечку Міланка (Бокове) Ананьївського повіту Херсонської губернії мешкала 865 осіб (434 чоловіки та 431 жінка), налічувалось 686 дворових господарств, існувала православна церква, відбувались базари.
Станом на 1886 рік у містечку, центрі Боківської волості, мешкала 651 особа, налічувалось 108 дворів, існували православна церква, єврейський молитовний будинок та лавка.
За переписом 1897 року кількість мешканців зросла до 1455 осіб (725 чоловічої статі та 730 — жіночої), з яких 1357 — православної віри, 96 — юдейської віри.
Під час Голодомору 1932—1933 років померло щонайменше 16 жителів села.
с. Малобокове — колишнє село Любашівського району, 12.09.1967 об'єднане та/або включене в смугу с. Бокове.
Колишній орган місцевого самоврядування — Боківська сільська рада.
12 червня 2020 року, відповідно до Розпорядження Кабінету Міністрів України від № 724-р «Про визначення адміністративних центрів та затвердження територій територіальних громад Одеської області», увійшло до складу Любашівської селищної громади.
17 липня 2020 року, в результаті адміністративно-територіальної реформи і ліквідації Любашівського району, село увійшло до складу новоутвореного Подільського району.

## Населення
Згідно з переписом УРСР 1989 року чисельність наявного населення села становила 689 осіб, з яких 306 чоловіків та 383 жінки.
За переписом населення України 2001 року в селі мешкало 665 осіб.

### Мова
Розподіл населення за рідною мовою за даними перепису 2001 року:
| Мова       | Відсоток |
| ---------- | -------- |
| українська | 80,15 %  |
| молдовська | 16,54 %  |
| російська  | 2,41 %   |
| білоруська | 0,15 %   |
| інші       | 0,75 %   |

## Уродженці села
- Кравець Віктор Михайлович (нар. 14.05.1955) — український банкір, виконавчий директор НБУ з питань платіжних систем та розрахунків.